# Plicosepalus amplexicaulis
Plicosepalus amplexicaulis är en tvåhjärtbladig växtart som beskrevs av D. Wiens. Plicosepalus amplexicaulis ingår i släktet Plicosepalus och familjen Loranthaceae. Inga underarter finns listade i Catalogue of Life.